# Пушкинская набережная (Москва)
Пу́шкинская на́бережная — пешеходная набережная на правом берегу Москвы-реки в районе Якиманка Центрального административного округа города Москвы. Проходит от улицы Крымский Вал до Андреевского железнодорожного моста.

## Название
До 1922 года — Александри́нская, по Александринскому дворцу (бывшее здание Президиума Академии наук СССР). В 1922—1937 годах называлась Неску́чная, по Нескучному саду. Современное название получила в 1937 году «в 100-летнюю годовщину гибели А. С. Пушкина. Летом 1830 года он с невестой Н. Н. Гончаровой и другом П. В. Нащокиным посетил Нескучный сад».

## Описание
Пушкинская набережная начинается как продолжение Крымской набережной от улицы Крымский Вал и Крымского моста, соединяющего последнюю с Зубовским бульваром. На всём пути является пешеходной и проходит сквозь парк Горького и Нескучный сад. В месте примыкания Титовского проезда через реку и набережную перекинут пешеходный Пушкинский мост. Затем над набережной проходят Андреевский автодорожный мост Третьего транспортного кольца и одноимённый мост Малого кольца Московской железной дороги, за которыми она переходит в Андреевскую набережную.

## История
Набережная возникла в начале XIX века и первоначально доходила только до подъёма к Александринскому дворцу. Далее находился Нескучный сад. В оформлении набережной принимал участие архитектор М. Ф. Казаков при сооружении в 1796—1802 Голицынской больницы. По его проекту были сооружены две белокаменные беседки. В 1830 году на набережной построили «воздушный театр» (на открытом воздухе), который посетил А. С. Пушкин. В 1922 набережную в результате борьбы с названиями царского времени переименовали в Нескучную. В 1928 году набережная становится частью созданного Центрального парка культуры и отдыха имени Горького.
В 1937 набережную переименовали в Пушкинскую и продлили до Андреевского моста, соединив с Андреевской набережной. Тогда же по проекту архитектора А. В. Власова была сооружена двухуровневая набережная. «Нижний ярус набережной ограждён от реки невысокой гранитной стеной. Земляной откос укреплён подпорной стенкой, в которой устроены ниши со скамьями. Выше, на втором ярусе,— прогулочная аллея. На склоне расположены лестницы-сходы. Самый большой в парке сход оформлен в виде каскада фонтанов. Верхняя часть каскада представляет собой гранитную лестницу. На её первой ступеньке — скульптура девушки-пловца, готовящейся к прыжку. Заканчивается каскад небольшим бассейном, обрамлённым балюстрадой; по краям на пьедесталах — скульптуры мальчиков. У них в руках рыбы, из которых бьют струи воды. По бокам бассейна две гранитные лестницы, составляющие нижний ярус каскада».
В 1957 году на набережной построено здание Зелёного театра. 22 мая 1999 года по Москве-реке вдоль Пушкинской набережной был перемещён ниже по течению реки старый Андреевский мост, вновь открытый в сентябре 1999, как пешеходный Пушкинский мост. Около нового моста сооружён более низкий участок набережной с причалом для речных судов.

## Примечательные здания и сооружения
- № 8А — Военно-морской клуб «Алые паруса»

## Транспорт
В 1 км от набережной — станция МЦК Площадь Гагарина и станции метро Ленинский проспект, Парк культуры (радиальная), Парк культуры (кольцевая), Октябрьская (кольцевая), Октябрьская (радиальная), а также до набережной можно добраться от станций Фрунзенская и Шаболовская. По набережной никакой транспорт не ходит.